# Abraxas albiplaga
Abraxas albiplaga es una especie de polilla de la familia Geometridae. La especie fue descrita por primera vez por William Warren habiendo sido descrita en 1894, con distribución endémica en la isla de Célebes.

## Descripción
En las alas anteriores predomina el sombreado negro hasta tal punto que solo son visibles algunos puntos blancos. Las alas posteriores son blancas con un amplio margen negro, que contiene seis manchas blancas cuadradas. La cabeza y la cara son amarillas. El tórax es color negro moteado de amarillo. El abdomen es amarillo, con anillos negros y manchas negras entre los segmentos.